# Life Ball

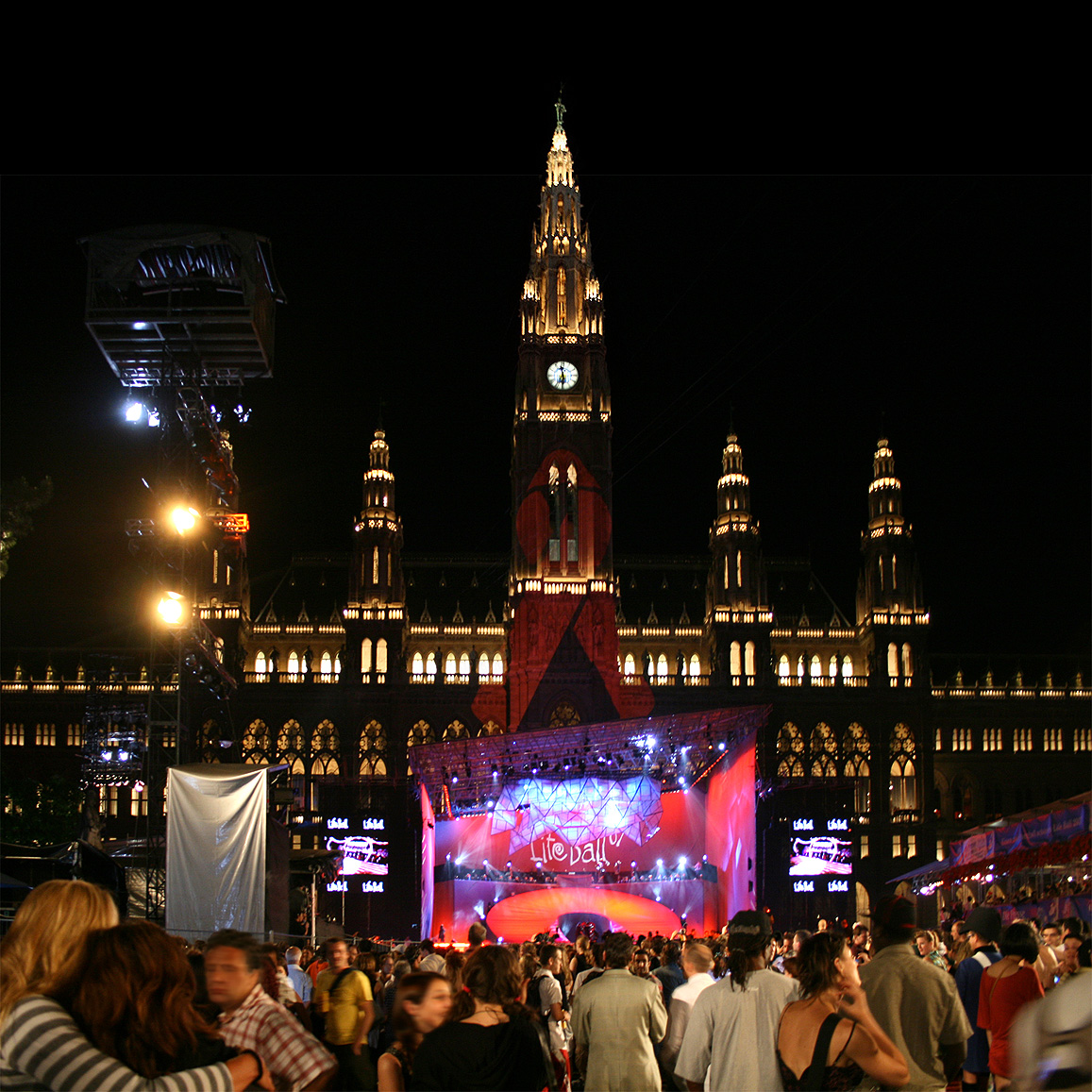
Imagem da edição de 2007.

A Life Ball é o maior evento europeu, que acontece em Viena, que dá apoio as pessoas infectadas com AIDS ou HIV. Essa é uma organização sem fins lucrativos, criado em 1992 por Gery Keszler e Torgom Petrosian.